# Justine Lamontagne
Justine Lamontagne (20 ottobre 2002) è una sciatrice alpina canadese.

## Biografia
Attiva in gare FIS dal novembre del 2018, in Nor-Am Cup la Lamontagne ha esordito il 16 dicembre 2019 a Nakiska in combinata, senza completare la prova, e ha conquistato il primo podio il 14 dicembre 2021 a Panorama in slalom parallelo (2ª); ai Mondiali juniores di Panorama 2022 ha vinto la medaglia d'oro nella gara a squadre. Ha debuttato in Coppa del Mondo l'11 novembre 2023 a Levi in slalom speciale, senza completare la prova; non ha preso parte a rassegne olimpiche o iridate.

## Palmarès

### Mondiali juniores
- 1 medaglia:
  - 1 oro (gara a squadre a Panorama 2022)

### Nor-Am Cup
- Miglior piazzamento in classifica generale: 5ª nel 2024
- 6 podi:
  - 3 secondi posti
  - 3 terzi posti

### South American Cup
- Miglior piazzamento in classifica generale: 28ª nel 2024
- 1 podio:
  - 1 secondo posto

### Campionati canadesi
- 4 medaglie:
  - 2 argenti (slalom speciale nel 2020; slalom gigante nel 2021)
  - 2 bronzi (slalom gigante nel 2020; slalom speciale nel 2021)